# 吉岡美穂
吉岡 美穂（、1980年2月3日 - ）は、日本のタレント、女優、元グラビアアイドル。本名は日根 美穂（ひね みほ）。夫はIZAM。3児の母。大阪府東大阪市出身。元ワンエイトプロモーション所属。身長169cm。スリーサイズはB85 W59 H87。靴のサイズは24.5cm。

## 来歴
- 2000年「サントリーDハイ小町」および全日本GT選手権「マリオレーシングチーム」のキャンペーンガールとなり芸能界入り。
- 2001年には1980年代生まれでは初となるトリンプ・イメージガールを務め、グラビアなどで徐々に頭角を現し、2002年に「掛けてミホ!?」のキャッチフレーズと共にアデランスのCMでブレイク、テレビドラマに初主演など一気にスターダムを駆け昇った。
- B.V.D.のキャンペーンガールも務めている。
- デビュー当初はインリン・オブ・ジョイトイ、榎木らんと共に「ミイラン」という期間限定ユニットを組んで活動した。また、グラビアなどが活動のメインであった初期はいわゆる「癒し系タレント」の一人に数えられたが、現在ではバラエティ番組での天然ボケキャラの方がより認知されている[2]。また、女優としてはさほど癒しのイメージではなく、むしろ強気な役柄にキャスティングされる。
- 2006年11月9日、IZAMとの結婚が報道された。この時妊娠3か月であった。
- 2007年4月17日、3,066グラムの男児を出産する。
- 2007年11月1日、出産後初めてイベントに登場し復帰。今後は仕事と家庭の両立をすると発言。
- 2008年9月14日、第二子の妊娠を発表。11月7日、2,678グラムの女児を出産。
- 2010年5月28日、第三子の妊娠を発表。11月25日、2,964グラムの男児を出産[4][5]。
- 2025年1月、ワンエイトプロモーションを退所し独立した[6]。

## 人物・エピソード
- プライベートでは、乙葉、伊東美咲などとの交友が深い（2人とはドラマ『逮捕しちゃうぞ』で共演[7]）。なお、乙葉とはジョージアのCMでも共演している。
- 姉がいる[8]。
- 2006年7月1日、『PRIDE 無差別級グランプリ 2006 2nd ROUND』にゲストコメンテーターとして出演。出演はこの1回のみであった。
- 福山雅治の「Gang★」のMVで加藤晴彦と共演している。
- 天然キャラや癒し系の癒し系のイメージがバラエティ番組やCMなどで持たれていたが、テレビドラマや映画では、強いイメージや強気な性格の女性の役が多く、普段はのんびりした方であるため、自分と正反対のキャラになることに一苦労したという[2]。
- 結婚後は芸能活動をセーブし、主婦業や子育てを優先している。

## 賞詞
- 2001年、第1回レースクイーン・オブ・ザ・イヤー受賞。
- 2002年度、第40回ゴールデン・アロー賞グラフ賞。

## 出演

### テレビ

#### ドラマ
- 木曜ドラマ「逮捕しちゃうぞ」（2002年10月 - 12月、EX系）佐賀沙織 役
- 深夜シリーズドラマ「Pな彼女」第3シリーズ（2002年9月、TBS系）主演・後藤美奈子 役
- クニミツの政（2003年7月 - 9月、CX系）吉長小百合 役
- 土曜ドラマ「あした天気になあれ。」（2003年10月 - 12月、NTV系）栗尾春香 役
- 木曜ドラマ「電池が切れるまで」（2004年4月 - 6月、EX系）本条麻衣子 役
- 木曜ドラマ「松本清張 黒革の手帖」（2004年10月 - 12月、EX系）紺野澄江 役
- 深夜ドラマ「ディビジョン1」「miracle」（2005年1月 - 3月、CX）野仲果歩 役
- 日曜劇場「Mの悲劇」（2005年1 - 3月、TBS系）中西瞳 役
- 恋する日曜日 セカンドシリーズ「逢えない夜を抱きしめて」（2005年、BS-i）主演・永井亜矢 役
- 「美穂日和」ミニドラマ（2005年12月 - 2006年2月、毎日放送）MIHO 役
- 劇団演技者。 第16回「ナーバスな虫々」（2006年2月 - 、CX）珠井妃価子 役
- 愛と死をみつめて（2006年3月、EX系）婦人警官 役

#### 情報、バラエティ番組レギュラー
- オレンジページの料理のいろは（EX）
- 三宅裕司のドシロウト（2002年4月 - 2006年3月、KRY制作NTV系）
- 本能のハイキック!（2002年4月 - 9月、CX）
- 芸能人が通う診察室（NTV）
- ごはんがすすむホットテーブル（EX）
- 征平・宮根のクチコミぃ!?（2005年10月 - 2006年2月、TVO）
- おもいッきりDON!（2009年3月30日 - 10月2日、日本テレビ）DON!DON!ポシュレ担当
- おもいッきりDON!第1部 おもいッきりPON!（2009年10月5日 - 2010年3月26日、日本テレビ）PON!PON!ポシュレ担当
- PON!（2010年3月29日 - 2011年9月30日、日本テレビ）PON!PON!ポシュレ担当
- 私の何がイケないの?（TBS、2013年から準レギュラー的にIZAMと出演）

#### その他の番組
- イタリア語会話（2002年 - 2003年、NHK教育）生徒
- あしたのG（2003年4月 - 2004年12月、CX）番組ナビゲーター（司会進行）
- 愛の修羅バラ!（2009年5月31日、読売テレビ、関西・中京ローカル）夫のIZAMと出演した。
- カラオケ大賞（2021年1月 - 2023年1月、千葉テレビ放送）MC

### 映画
- 「巌流島 GANRYUJIMA」（2003年10月） -  かめ 役（映画初出演）
- 「ゴジラ×モスラ×メカゴジラ 東京SOS」（2003年12月、東宝） - 如月梓 役[3]
- 「KARAOKE-人生紙一重-」（2005年5月、エクセレントフィルム/リベロ） - 村岡洋子 役・ヒロイン
- 「夏音 -Caonne」（2006年7月、「夏音 -Caonne」製作委員会） -  日高マリア 役
- 「太陽の傷」（2006年9月、シネマパラダイス） -  片山香緒里 役
- 「あなたを忘れない」（2007年1月、ソニー・ピクチャーズ エンタテインメント） -  小島朝子 役

### DVDオリジナル作品、ビデオ・オリジナル作品
- 「隣之怪 壱談 フレーム」（2006年、ワーナー・ホーム・ビデオ） -  主人公 達也の妻役（作中で役名は明かされず）

### ラジオ番組レギュラー
- 日本エスコン 吉岡美穂 素顔でSWEET ROOM（2004年10月 - 2005年3月、ニッポン放送）
- ハイパーナイト土曜 ド・ミ・ホ（2004年10月 - 2005年9月、CBCラジオ）
- オレたち×××やってま～す月曜日（2001年4月 - 9月、MBSラジオ）
- オレたちヒーロー（2003年10月 - 2004年3月、MBSラジオ）
- ヤングパーク
  - ヤングパーク延長戦・トレン丼（2004年4月 - 9月、MBSラジオ）
  - ヤングパーク延長戦・2時まで生風討論（2004年10月 - 2005年3月、MBSラジオ）
  - シャカリキ!延長戦V3（2005年4月 - 9月、MBSラジオ）
- ゴチャ・まぜっ!金スペ（2005年10月 - 2007年1月、MBSラジオ）
- BODY WILD Presents 吉岡美穂のワイルドで行こう（2003年1月 - ?、FM大阪・FM東京）
- おしゃべりやってまーす月曜日（2003年5月 - 9月、K'z Station）

### CM
- サントリー 「Dハイ小町」（2000年）
- ワコール（2000年7月 - 12月）
- トリンプ・インターナショナル トリンプ・イメージガール（2001年）
- スパワールド 「スパプー」イメージキャラクター（2001年7月 - 9月）
- メディア 「0060えむ電6円電話」（2002年4月 - 12月）
- アデランス（2002年9月 - ）
- 日清食品 「麺の達人」（2002年9月 - ）
- 富士フイルム コンパクトカメラ 「silvi F2.8」（2002年10月 - 2003年9月）
- 日本コカ・コーラ 「ジョージア」（2003年1月 - 12月）
- アシハラ「ジュエリー各種」（2003年1月 - 12月）
- NTTレゾナント 「goo」（2003年 - 2004年）
- 日本損害保険協会 「自動車自賠責保険加入促進」（2003年3月 - 5月）
- グンゼ「BODY WILD」（2003年4月 - 2004年3月）
- シーエー・キャピタル（現：ワイジェイFX株式会社） インターネット貸取引 「外貨ex」（2003年11月 - ）
- ライオン 「ビトィーン歯ブラシ」（2004年2月 - ）
- 麻薬・覚せい剤乱用防止センター 「ダメ。ゼッタイ。」イメージキャラクター[9]（2005年4月 - ）
- 新エネルギー財団 「住宅用太陽光発電導入促進事業」イメージキャラクター（2005年4月 - ）
- スターツ出版 「恋バナ」（2005年8月 - ）
- コスモ石油 「コスモステーション」（2006年 - ）

## 作品

### イメージビデオ
- 「it's my color」（2001年1月、ポニーキャニオン）
- 「Fatina」（2001年8月、竹書房）
- 「甘い生活」（2002年1月、デジキューブ）
- 「バリアン」（2002年6月、小学館）
- 「ずっとそばにいて…」（2002年11月、デジキューブ）
- 「digitalプレイボーイvol.3」（2003年4月、集英社）
- 「24GOLD」（2004年3月、リバプール）

## 写真集
- 2000.06 「MIHO」	宙出版 撮影：高橋生建
- 2001.01 「clover」	ぶんか社 撮影：郡司大地
- 2001.05 「A・B・L・E」オムニバス写真集 撮影：会田定広
- 2001.10 「Inner Angel」 ブックマン社 撮影：鯨井康雄
- 2001.12 「ある晴れた日に」	小学館 撮影：西田幸樹
- 2002.08 「Ride」	ワニブックス 撮影：鯨井康雄
- 2002.04 ヤングサンデースペシャルグラフィックvol.1「吉岡美穂」小学館 撮影：西田幸樹
- 2002.07 「月刊 吉岡美穂」新潮社 撮影：藤代冥砂
- 2003.03 「M」	小学館 撮影：西田幸樹
- 2004.07 「NOVEL」 小学館
- 2005.07 「A PLACE IN THE SUN」	ワニブックス 撮影：舞山秀一

## その他
- コンバットマガジン 2003年11月号 - ゴジラ映画に関連して表紙などに登場